# Nachthimmellicht

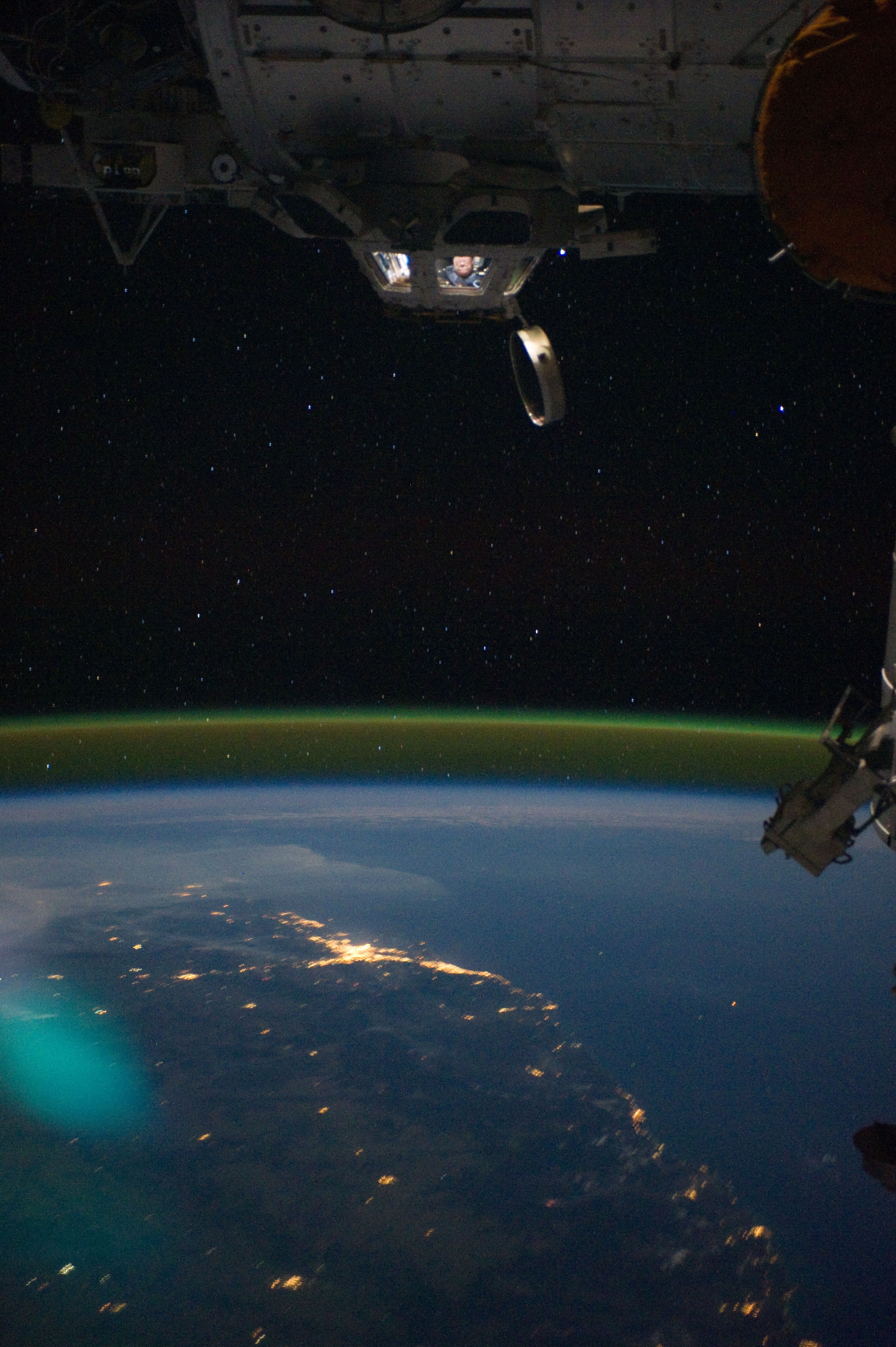
Airglow, als schmales Band in etwa 100 km Höhe über der Erde, aufgenommen von der Internationalen Raumstation (ISS)

Das Nachthimmellicht oder Nachthimmelsleuchten (englisch Airglow, wörtlich übersetzt Luftglühen) bezeichnet ein schwaches Leuchten höherer Atmosphärenschichten. Es wurde 1868 von Anders Ångström entdeckt. 
Die Resthelligkeit eines mondlosen Nachthimmels resultiert nicht allein aus künstlichen Lichtquellen am Boden, der indirekten Streuung von Sonnenlicht und dem Licht der Sterne, sondern auch aus Prozessen in der Ionosphäre: die Gasatome und -moleküle dieser Schicht (vor allem Sauerstoff und Stickstoff) werden durch die solare Ultraviolettstrahlung ionisiert und dissoziiert. Bei der Rekombination der Teilchen wird Strahlung im sichtbaren Bereich ausgesandt, die noch bis lange nach Sonnenuntergang anhält.

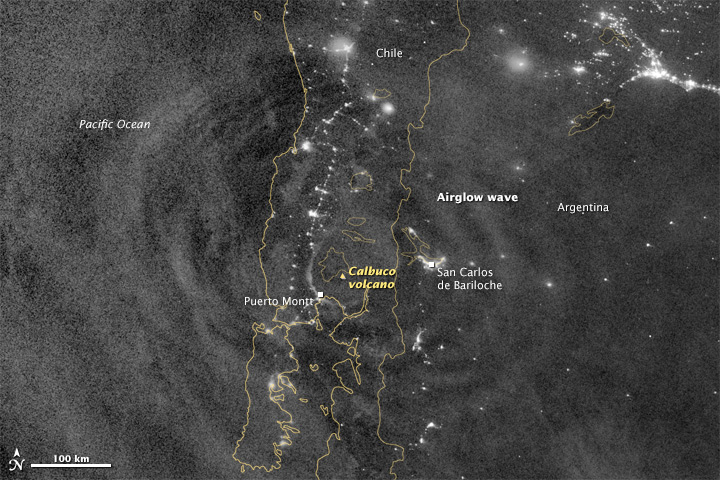
Durch den Ausbruch des Vulkan Calbuco verursachte, im Nachthimmellicht sichtbare Schwerewellen in der Atmosphäre

Das bei Tag durch diesen Prozess entstehende Licht ist wesentlich intensiver als das nächtliche, wird jedoch durch das Licht der Sonne überstrahlt. Von außerhalb der Erdatmosphäre erscheint das Airglow als leuchtende Ringe in einer Höhe von zirka 90 bis 500 Kilometern über der Erdoberfläche, wobei vor allem ein grünes Band in 90 bis 100 Kilometern Höhe dominiert (verursacht durch angeregten atomaren Sauerstoff, darunter gelblich-orange die Natriumschicht). Dichteänderungen aufgrund von Schwerewellen lassen Strukturen innerhalb des Airglows erscheinen. So können aus Airglowmessungen dynamische Größen der Erdatmosphäre abgeleitet werden. Von der Erde aus kann das Nachthimmelsleuchten wegen seiner geringen Leuchtkraft nur in Lichtschutzgebieten mit bloßem Auge beobachtet werden.
Terrestrische Teleskope werden im Wellenlängenbereich des sichtbaren Lichts durch Airglow beeinträchtigt, weswegen Weltraumteleskope wie das Hubble-Teleskop hier deutlich im Vorteil sind.
Der am 23. September 2009 ins All geschossene Satellit SwissCube, soll das Phänomen Airglow untersuchen.
Eine Maßeinheit für das Nachthimmellicht ist das Rayleigh.